# Errekaleor
Errekaleor és un barri de la ciutat de Vitòria, al País Basc. Es tracta d'una urbanització construïda als afores de la ciutat destinada a habitatges per a les famílies obreres arribades a la ciutat amb l'expansió industrial que es va iniciar a partir de la dècada del 1950. En aquest lloc s'ubicava un mil·liari de Pòstum I de la Via XXXIV Asturica Burdigalam de l'Itinerari d'Antoní, i als seus voltants hi havia Suestasium, una domus situada a la vora de la calçada romana.

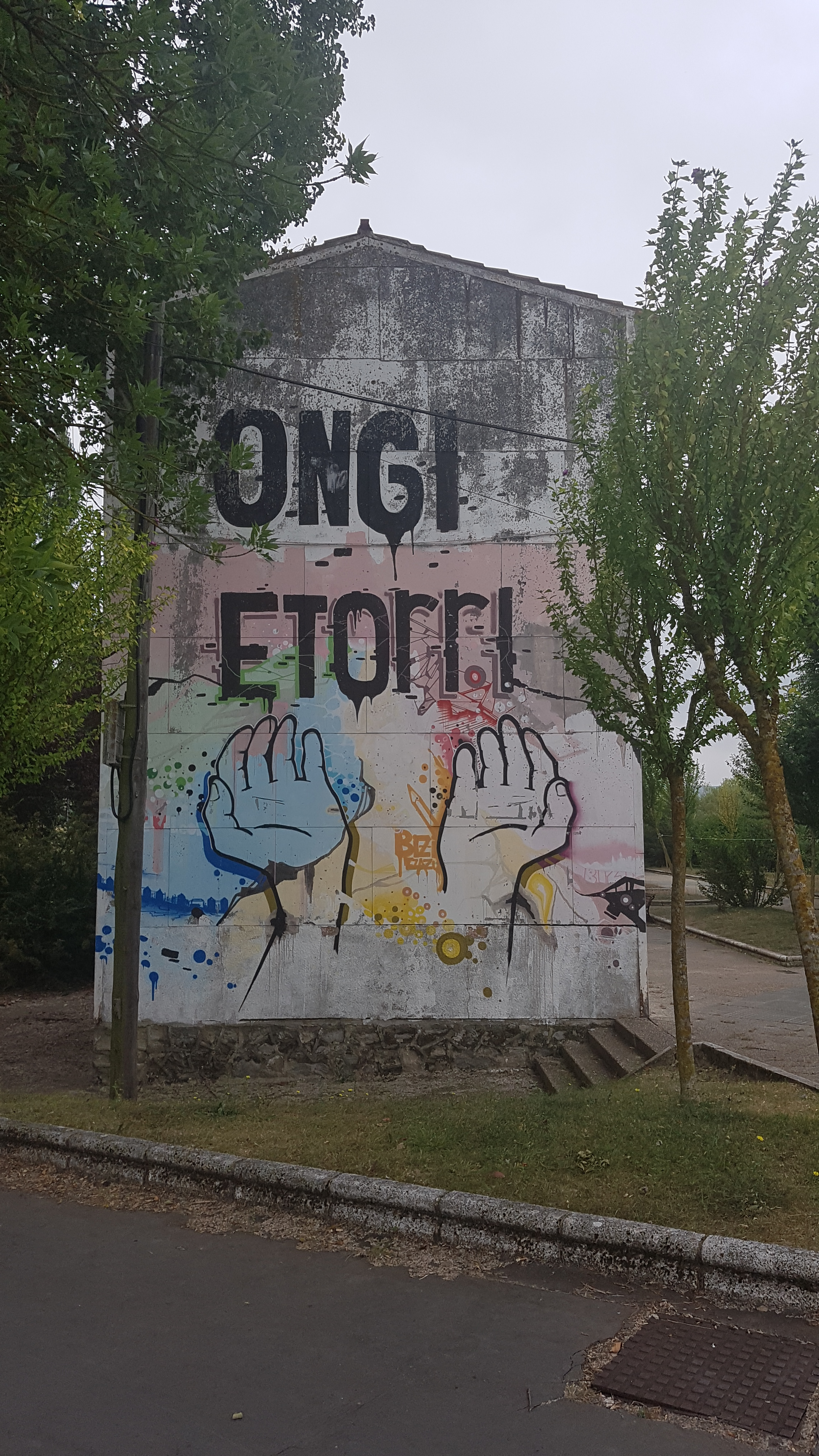
Mural de benvinguda a Errekaleor

El barri va ser inclòs, en els primers anys del segle XXI, en el desenvolupament urbanístic del sud de la ciutat fet pel qual es va decretar el reallotjament dels seus habitants per a la seva posterior demolició i reconstrucció com a part integrant del nou barri de Salburua. El propòsit era reconstruir-lo amb moderns edificis que albergarien el doble d'habitatges que els que posseeix el barri actual. Part dels seus terrenys van ser inclosos en la planificació de l'Anell Verd de Vitòria que uniria el parc d'Olarizu, al sud, i els aiguamolls de Salburua al nord. L'any 2013, un cop pràcticament finalitzat el procés de reallotjament dels seus habitants, va ser okupat per estudiants del campus de Vitòria de la Universitat del País Basc donant lloc a la major experiència d'autogestió desenvolupada a l'Estat espanyol en la història recent anomenada Errekaleor Bizirik («Errekaleor viu»).

## Història
A la dècada del 1950 la ciutat de Vitòria comença una etapa de desenvolupament basada en l'establiment d'indústria, desenvolupament que pren impuls a la dècada següent amb el Pla Nacional d'Estabilització Econòmica, en part traslladada des de la localitat guipuscoana d'Eibar i amb la implantació de les factories de Mercedes i Michelin. Aquestes noves fàbriques fan de pol d'atracció de molts treballadors d'altres localitats peninsulars i sorgeix la necessitat de nous habitatges. En aquest context social es construeix, als afores de la ciutat, a la part sud-est, el barri obrer d'Errekaleor, que pren el nom del petit riu que forma el tàlveg on s'assenta.
El barri va ser impulsat pel Secretariat Social Diocesà i el capellà Carlos Abaitua que va donar suport a la creació de La Cooperativa Alabesa d'Habitatges El Mundo Mejor que va ser qui va promoure el barri d'Errekaleor, el qual va ser construït seguint les directrius de l'època per a aquest tipus d'habitatges amb l'objectiu del règim franquista de proveir a cada família d'un habitatge assequible. Es van construir 192 habitatges distribuïts en 16 blocs, amb 2 portals per bloc, per allotjar unes 1.200 persones.

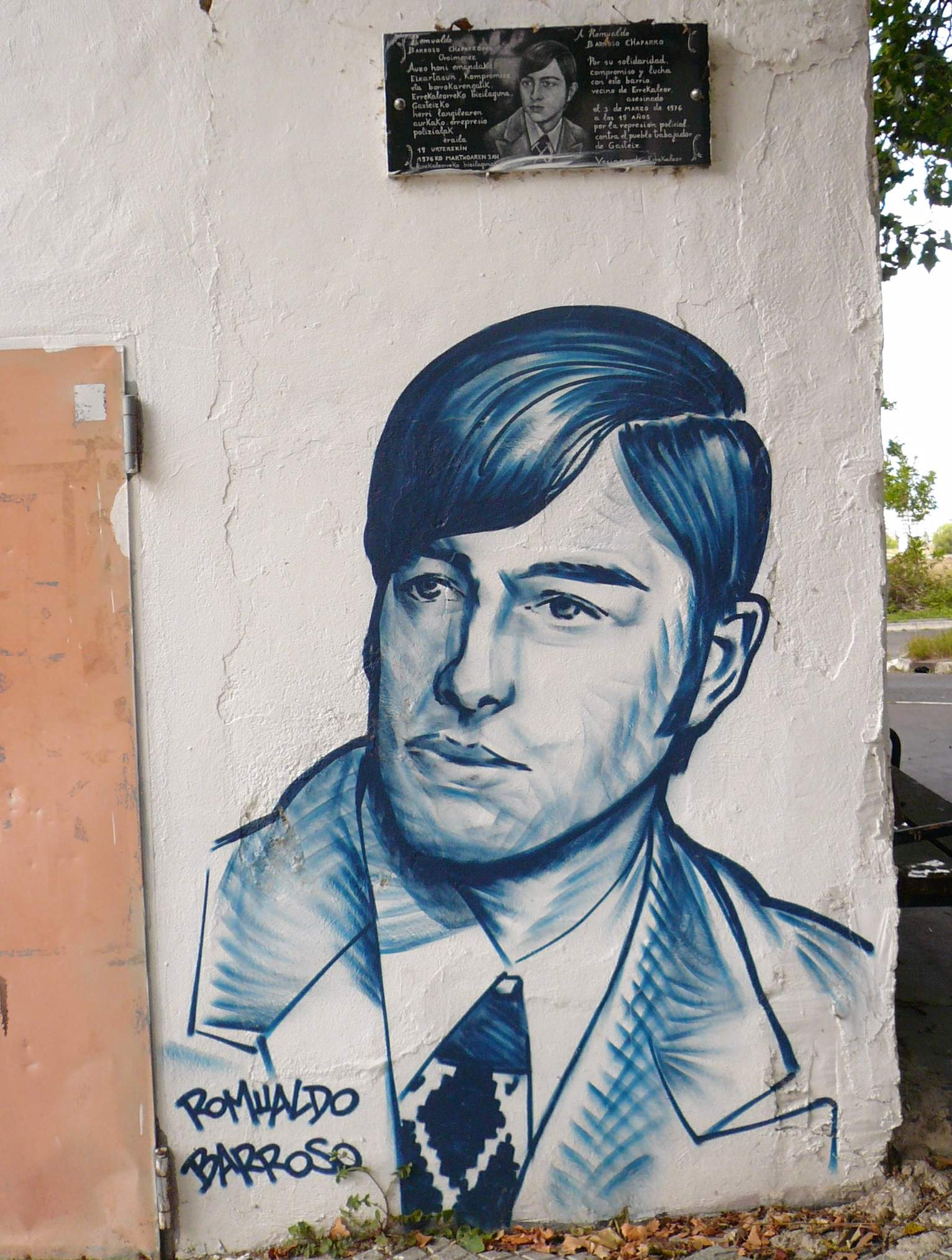
Mural dedicat a Romualdo Barroso a Errekaleor

El barri va ser ocupat íntegrament per famílies el suport de les quals provenia del treball en la indústria de la zona. Un dels cinc assassinats en la massacre del 3 de març de 1976 per la repressió policial, Romualdo Barroso, n'era veí.
El desembre de l'any 2000, l'ajuntament de Vitòria va aprovar el Pla General d'Ordenació Urbana que contempla l'expansió de la ciutat per Salburua i Zabalgana. Aquesta expansió es va dividir en quinze sectors, nou d'ells al primer barri i els sis restants al segon. El sector 14, anomenat d'Olaran, inclou els terrenys del barri d'Errekaleor que hauria de ser enderrocat i posteriorment reconstruït amb una nova estructura urbana integrada al barri de Salburua. Per això calia el desallotjament i reallotjament del seu veïnat, així que es va obrir un període de propostes i negociacions amb els veïns amb aquest fi.
L'any 2002 l'ajuntament de Vitòria, dirigit llavors pel Partit Popular (PP), va decidir demolir el barri per a prolongar el nou barri de Salburua cap al sud i construir un parc que enllacés els parcs d'Olarizu, al sud, i Salburua. La societat municipal dedicada al procés d'expansió urbanística de la ciutat, Ensanche 21, va ser l'encarregada d'obrir un procés de reallotjament dels habitants. El 2005 es va obrir un concurs d'idees i el 18 de gener de 2006 es van presentar cinc propostes arquitectòniques per reconstruir el barri.

### El desallotjament del barri
El 2004 l'ajuntament va taxar els pisos del barri en 88.801 € i va donar als veïns tres alternatives, bescanviar-lo per un pis nou protegit de 68 metres amb tres dormitoris i traster amb opció de garatge, comprar un pis nou protegit de 55 metres amb aparcament o comprar un habitatge protegit major de 68 metres, pagant la diferència, als nous barris de Salburua o Zabalgana. Aquests habitatges serien de protecció convertint-se en habitatges lliures en 20 anys, i els veïns podien posar les seves preferències i després es faria un sorteig.
El gener del 2005 es va plantejar als veïns el que l'ajuntament va anomenar l'«última oferta» i un termini d'una setmana per a comunicar si acceptaven aquesta proposta o no. L'ajuntament va exigir una majoria important de veïns a favor de la proposta per al reallotjament. Abans del 19 de gener, data en què l'associació veïnal d'Errekaleor va donar la resposta, ja havien signat l'acord 98 famílies de les 192 residents al barri. L'ajuntament va demanar que hi hagués un mínim de 160 partidaris del reallotjament per a portar-lo a terme, expropiant-ne la resta. El resultat de la votació per a l'aprovació del reallotjament dels 192 habitatges va ser el següent: van votar-hi 156 dels quals 134 acceptaven l'oferta mentre que 22 s'hi oposaven. Tot i que el gerent de l'agència Ensanche 21 afirmava que era «una majoria important» reconeixia que havia de ser l'ajuntament qui decidís.
El 23 de gener el consistori va decidir donar llum verda al reallotjament i, per tant, a l'enderrocament del barri. El regidor d'urbanisme, Jorge Ibarrondo, va manifestar que el resultat de la votació representava gairebé el 70% dels propietaris, i un percentatge superior al 60% requerit per la llei per posar en marxa una remodelació urbanística d'aquesta magnitud. Un cop presa la decisió, l'enderrocament del barri es va preveure en dos anys. Al febrer es va escollir la proposta de redisseny del barri d'entre les cinc presentades. Es va aprovar el pla parcial del sector 14 de Salburua, on estaven previstos 1.511 habitatges. fet que va suposar el primer pas per a la urbanització i posterior edificació de l'àrea integrant el barri al nou Salburua. El projecte elegit al concurs d'idees per al redisseny del barri d'Erarakaleor va ser el de l'urbanista madrileny Ramón López de Lucio que juntament amb l'estudi VC Arquitectos i l'arquitecte Antonio Vélez proposava l'edificació de 392 habitatges que serien reduïts a 332 realitzats en diversos blocs entre els quals destacaven dues torres de 14 plantes, un edifici de 5 plantes i un altre de 7, tots envoltant una plaça de 7.000 metres quadrats.
A principis de març del 2006 un grup de veïns oposats al reallotjament van crear una plataforma per a impedir el desallotjament del barri i van iniciar la via jurídica per a evitar-lo. L'assemblea fundacional de la plataforma, realitzada al cinema del barri, va comptar amb l'assistència de més de 70 persones, posant en dubte les 140 famílies amb què l'ajuntament afirmava tenir acords. La Plataforma d'Afectats d'Errekaleor va quedar constituïda per 43 famílies que rebutjaven el pla d'enderrocament del barri i el reallotjament.
El 5 d'abril del 2006 es va signar el primer contracte de reallotjament. Els nous habitatges estaven ubicats a l'Avinguda del Mediterrani al barri de Zabalgana. En nombre d'acords va quedar fixat en 137, dels 192 habitatges existents al barri. L'ajuntament va manifestar que no hi haurà pressions ja que no hi havia pressa. El 5 d'octubre del 2006 es va realitzar, al cinema del barri, el sorteig de pisos de reallotjament per a 126 famílies amb què el consistori de Vitòria tenia acord. El sorteig va ser rebutjat per la Plataforma d'Afectats que el va titllar d'«il·legal».
A finals de gener del 2007, 163 de les 192 famílies que residien a Errekaleor havien mostrat la seva disposició a permutar el seu habitatge per un pis de protecció oficial a Salburua o Zabalgana. La Plataforma d'Afectats va denunciar a la sala Contenciosa Administrativa del Tribunal Superior de Justícia del País Basc diferents aspectes del pla municipal, tal com havia anunciat l'octubre de l'any anterior. El març de 2008 el recurs encara estava pendent de resolució, que finalment fallaria a favor dels veïns el 8 d'octubre d'aquell any afirmant que el vial central projectat al barri «és disconforme» amb el Pla General.
El 15 de maig de 2007 es va aprovar, amb els vots favorables del PP i del Partit Socialista d'Euskadi (PSE) a la comissió d'Urbanisme, la modificació del Pla General d'Ordenació Urbana, que permetia les actuacions al sector 14 de Salburua i, per tant, l'enderrocament d'Errekaleor. El juny del 2007 ja havien estat reallotjades 33 famílies, 25 més tenien signat un acord i 105 un preacord amb l'ajuntament per al reallotjament, mentre que 29 se seguien negant a deixar casa seva. L'ajuntament afirmava que 163 famílies del barri estarien reallotjades l'any 2008.
Els primers dies de gener del 2008 es va produir un intent d'ocupació d'algun dels pisos buits per part de desconeguts. A finals de novembre l'ajuntament va començar a tapiar les portes i finestres dels pisos buits d'Errekaleor, els responsables municipals van afirmar que «no estem disposats a permetre que algunes persones s'aprofitin de la situació i entrin de forma il·legal als habitatges». Albino Joaquín, representant de la Plataforma d'Afectats, va manifestar que la mesura era una coacció per a forçar la marxa dels veïns que es negaven al reallotjament. El pla de reallotjament, que en aquell moment afectava 157 famílies de les quals 56 ja estaven a noves cases i 101 encara estaven esperant pis, es va executar amb un buit normatiu que permetia la venda dels pisos de particulars a l'agència de gestió Ensanche 21 o el lloguer del pis buit a un altre usuari.
El gener del 2009 l'ajuntament de Vitòria va acordar amb el Govern Basc la construcció dels pisos de l'ampliació de Salburua en què s'incloïen els que ocuparien el solar d'Errekaleor, destinant-ne una bona part a habitatge social.
A mitjans de gener de 2010, l'ajuntament de Vitòria va encarregar un projecte d'expropiació per aconseguir els habitatges de les 35 famílies que es negaven a acordar el desallotjament del barri. La societat Ensanche 21 va treure a concurs la redacció del projecte d'expropiació al febrer i esperava tenir-lo enllestit en 4 mesos. El 30 de juliol del 2010 es va aprovar el pla definitiu de la urbanització d'Errekaleor, en què es recull la construcció de 375 pisos, 150 dels quals amb algun tipus de protecció (HPO o pisos taxats) i la resta, 225, lliures. En aquesta data quedaven 12 famílies que es negaven al reallotjament.
El 10 d'octubre del 2010, l'ajuntament de Vitòria i els propietaris dels terrenys del Sector 14 de Salburua van acordar congelar el pla urbanístic que completaria el Pla General a causa de la crisi econòmica sobrevinguda. Amb això, l'enderrocament d'Errekaleor va quedar paralitzat. Llavors de les 192 famílies que habitava el barri 175 havien acceptat el reallotjament i 15 mantenien la seva negativa. El consistori va iniciar un expedient d'expropiació assegurant que requisaria els habitatges d'aquestes famílies la primavera del 2011.
La situació es va mantenir en el temps provocant una situació més gran d'abandonament del barri. L'any 2013 només quedaven 10 propietaris vivint-hi. La primavera del 2015 ja no quedava cap família per a reallotjar després del procés d'expropiació forçosa que havia culminat el gener del 2015. El març del 2016 es va executar l'expropiació dels últims pisos que quedaven per lliurar després de signar la seva inquilina amb l'ajuntament el desallotjament.

### Ocupació

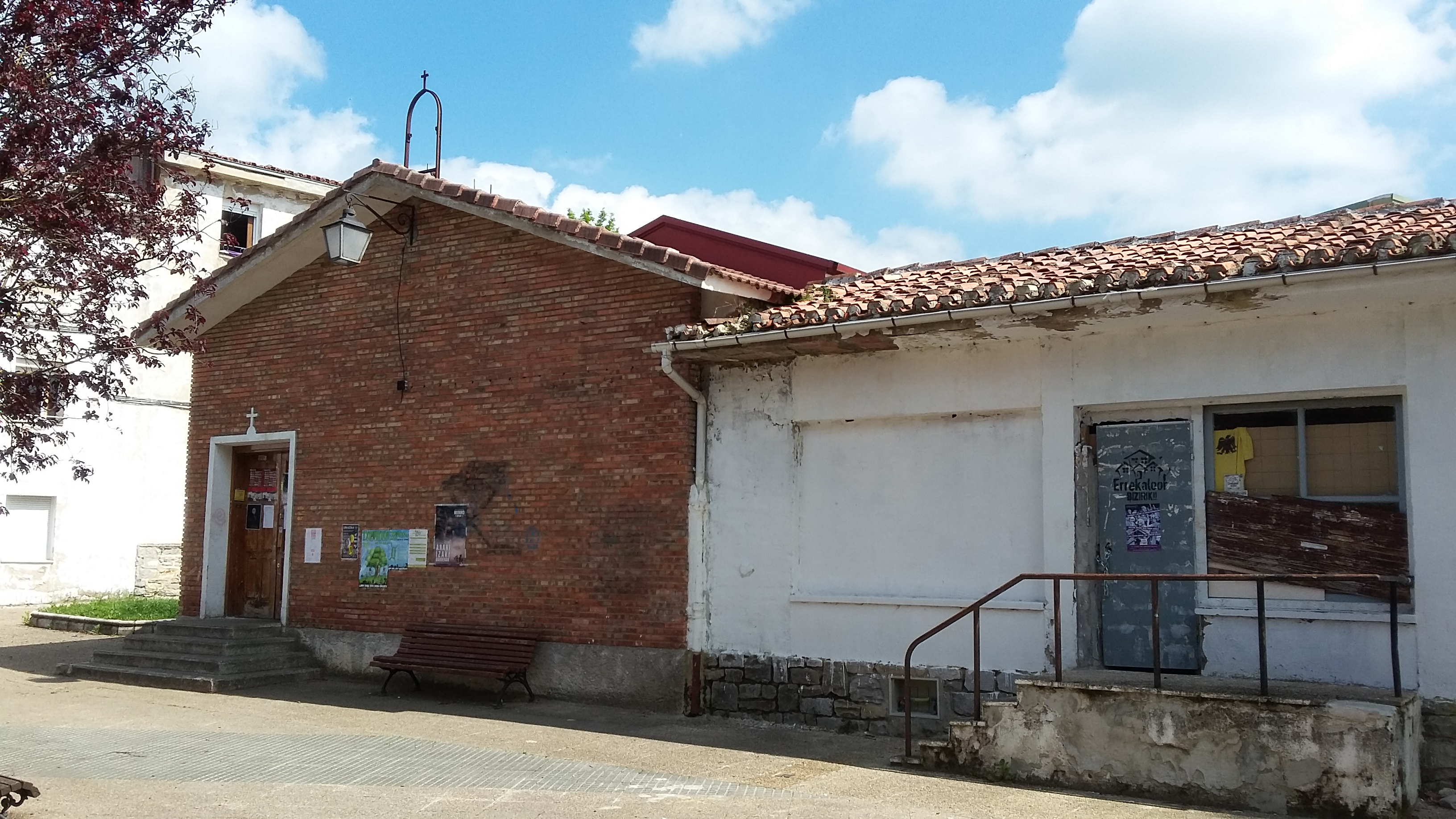
Antiga església parroquial reconvertida en gaztetxe

El 3 de setembre del 2013 un grup de deu estudiants del campus de la Universitat del País Basc de Vitòria van okupar els habitatges del portal número 26 després d'acordar-ho amb els veïns que quedaven, començant una experiència d'autogestió liderada per estudiants i activistes del moviment juvenil basc que van anomenar Errekaleor Bizirik. Una acció que denunciava l'especulació urbanística que era la causant de l'abandonament del barri, així com la dificultat que el jovent té per a emancipar-se.
Les activitats inicials es van centrar en la recuperació dels habitatges i dels serveis socials. Van obrir el cinema, van posar de nou en marxa el frontó, van fer hort, van pintar murals, van construir galliners, van obrir la biblioteca, la guarderia, una impremta, un forn i van començar a gestionar una ambiciosa programació cultural, tot això basat en un sistema de gestió assembleari alternatiu al sistema capitalista imperant. Els participants en el projecte van anar creixent arribant als 120 joves la majoria estudiants universitaris.
Els 192 habitatges estaven distribuïts en 32 portals en 16 blocs a raó de sis habitatges per portal. L'organització habitacional es va realitzar per portal i aquesta és la unitat de participació en l'organització de la comunitat. El barri compta amb un cinema de 115 seients, l'església catòlica (reconvertida en gaztetxe), l'església evangèlica (reconvertida en local d'assaig musical), centre social (escola, biblioteca, taller d'artesania i sala de reunions), un frontó cobert, fleca, bars, horta, impremta i galliner.

#### Amenaces al projecte
Al febrer del 2014, la societat municipal Ensanche 21 va aprovar el desnonament dels sis habitatges ocupats i al març el personal de l'ajuntament va tallar la llum i va canviar el pany del frontó.
El consistori va mantenir la pressió per al desallotjament del barri. Un cop propietari de tots els habitatges es proposava demolir-los abans de finalitzar l'any 2016. Els integrants d'Errekaleor Bizirik van obrir un nou front judicial contra l'empresa Ensanche 21 dificultant així el desallotjament. Mentrestant el PP va instar l'ajuntament de Vitòria al desallotjament del barri. Per part dels integrants del projecte es van realitzar diferents moviments per a obstaculitzar-lo, com ara empadronar-se als domicilis ocupats.

A finals de novembre del 2016 el PP va presentar a l'ajuntament una proposta per a desallotjar els membres d'Errekaleor Bizirik del barri. La proposta va tenir el suport del Partit Nacionalista Basc (PNB) i el PSE que formaven el govern municipal. Els partits Euskal Herria Bildu i Podem s'hi van oposar. La proposta pretén que un jutge decreti que els joves viuen en precari i que, per tant, els habitatges han de tornar a mans de l'ajuntament. Aquest procediment no té terminis i es podria allargar en el temps.

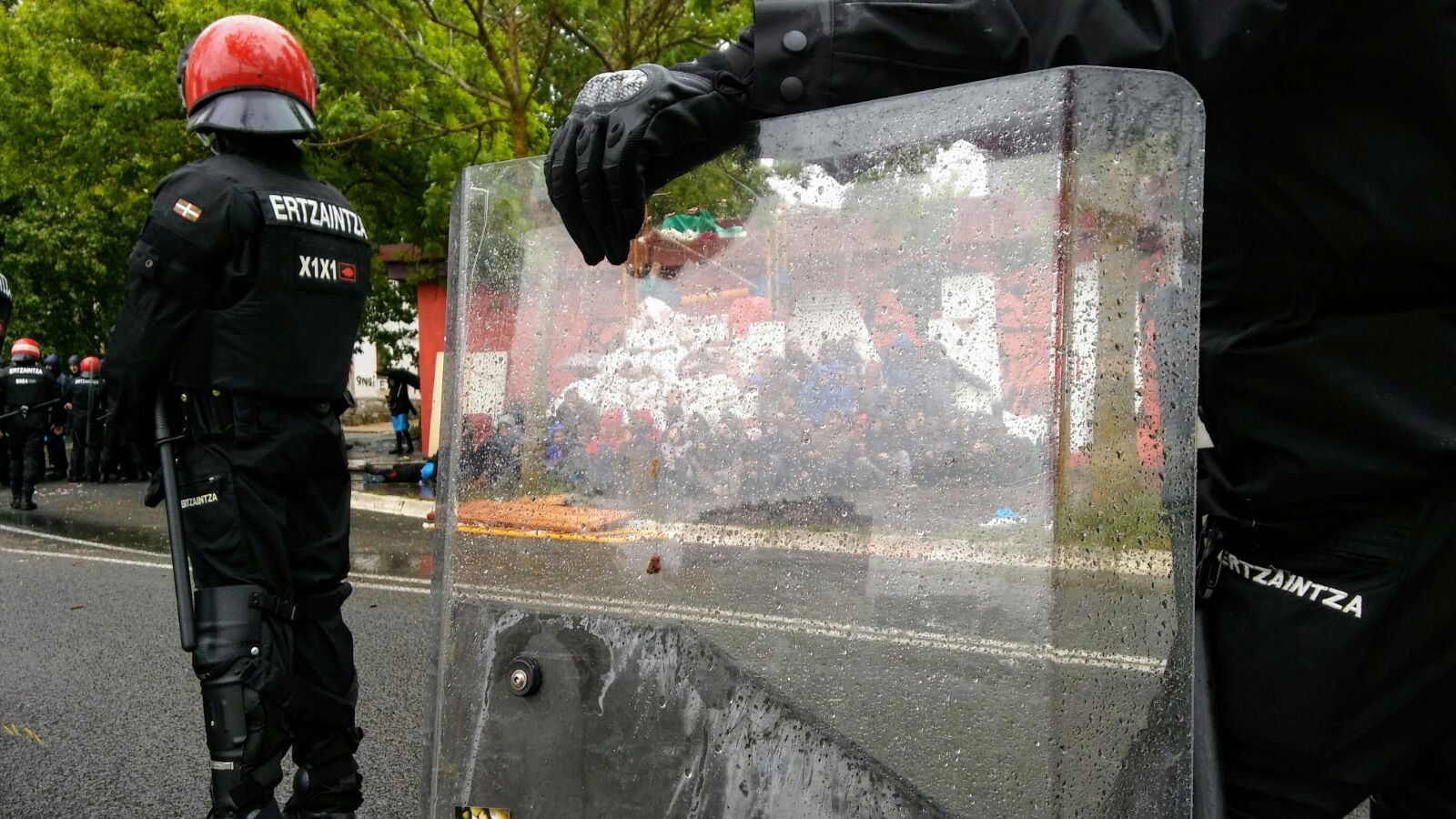
Intervenció de l'Ertzaintza en contra del projecte

Juntament amb l'acord del procediment de desnonament per precari es va incrementar la vigilància policial a l'entorn del barri. Es van denunciar amenaces i agressions per part dels integrants del projecte que va provocar un augment de la pressió sobre el col·lectiu.
L'alcalde va insistir que sempre havia volgut dialogar, negociar i mostrar altres alternatives per a recol·locar aquest col·lectiu en altres punts de la ciutat. Els membres d'Errekaleor Bizirik neguen els suposats perills de la instal·lació elèctrica i posen èmfasi en què l'ajuntament vol fer-los fora i enderrocar els edificis per acabar d'aquesta manera amb el projecte d'autogestió. Després del tall del subministrament elèctric i la retirada dels punts de llum dels edificis, el col·lectiu va fer una crida a la cessió de generadors elèctrics per a suplir la manca de subministrament.
El 24 de maig l'alcalde, Gorka Urtaran, va comparèixer en una sessió d'urgència convocada pel PP i per EH Bildu amb motiu del tall de subministrament elèctric realitzat dies abans. Va manifestar que ja havia instat Ensanche 21 a que preparés el projecte d'enderrocament del barri d'Errekaleor, i va afirmar que els okupes eren intransigents i que havien rebutjat qualsevol alternativa proposada com la realitzada a l'octubre de 2015 de traslladar-se al barri d'Aretxabaleta. Va mostrar, també, el malestar per unes pintades fetes a les seus del PNB (batzoki) que considerava amenaçadores i de l'autoria de les quals va fer responsable els membres del projecte d'autogestió.
Davant les accions empreses pel Govern Basc i l'ajuntament de Vitòria, el moviment Errekaleor Bizirik va respondre amb la convocatòria d'una manifestació el 3 de juny de 2017 que començant a la cèntrica plaça de la Verge Blanca va recorre la ciutat fins a Errekaleor, on es va celebrar un acte cívic culminant amb un concert del grup Berri Txarrak. Al costat de la recerca de suport popular, els responsables del projecte d'autogestió van anunciar la decisió de convertir-se en l'«illa autosuficient més gran del sud d'Europa». Per això van dissenyar i posar en marxa un pla per a dotar el barri d'energia elèctrica mitjançant 550 plaques solars la instal·lació de les quals es va realitzar mitjançant una campanya de micromecenatge de 40 dies de durada.

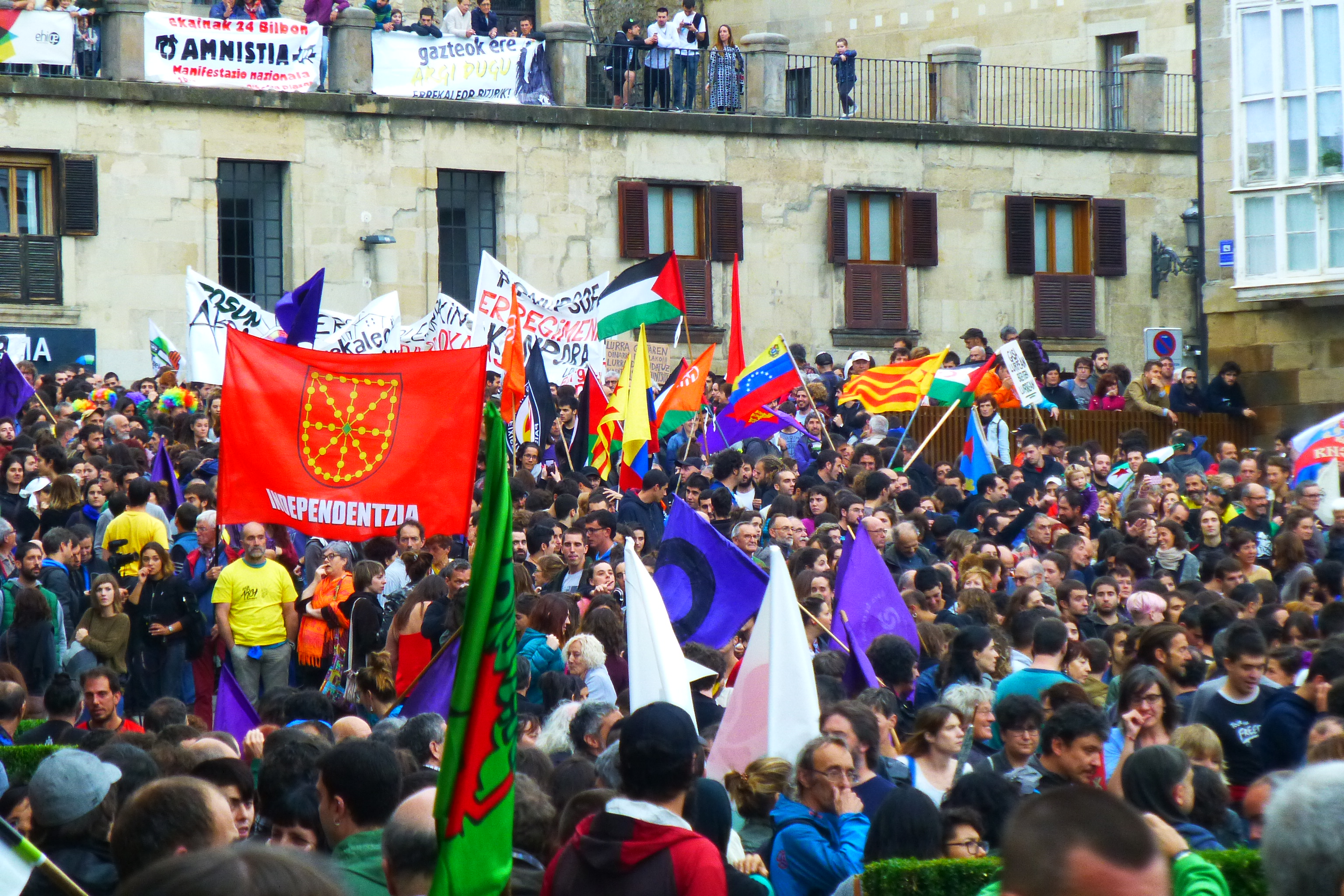
Manifestació de suport el 2017

El dissabte 3 de juny de 2017 es va realitzar la manifestació convocada pels membres del projecte Errekaleor Bizirik contra la intenció del govern municipal de Vitòria d'enderrocar els 16 blocs d'habitatges que conformen el barri per a posar així fi al projecte d'autogestió. La manifestació, que va ser multitudinària amb l'afluència de milers de persones arribades de tots els indrets del País Basc així com d'altres països, es va realitzar sota el lema Guk argi daukagu («Nosaltres ho tenim clar»).
El 12 de setembre de 2017 l'empresa Ensanche 21 va adjudicar la redacció del projecte d'enderrocament del barri i va sol·licitar a la policia municipal la identificació dels seus residents per a, posteriorment, denunciar-los.

## Autogestió

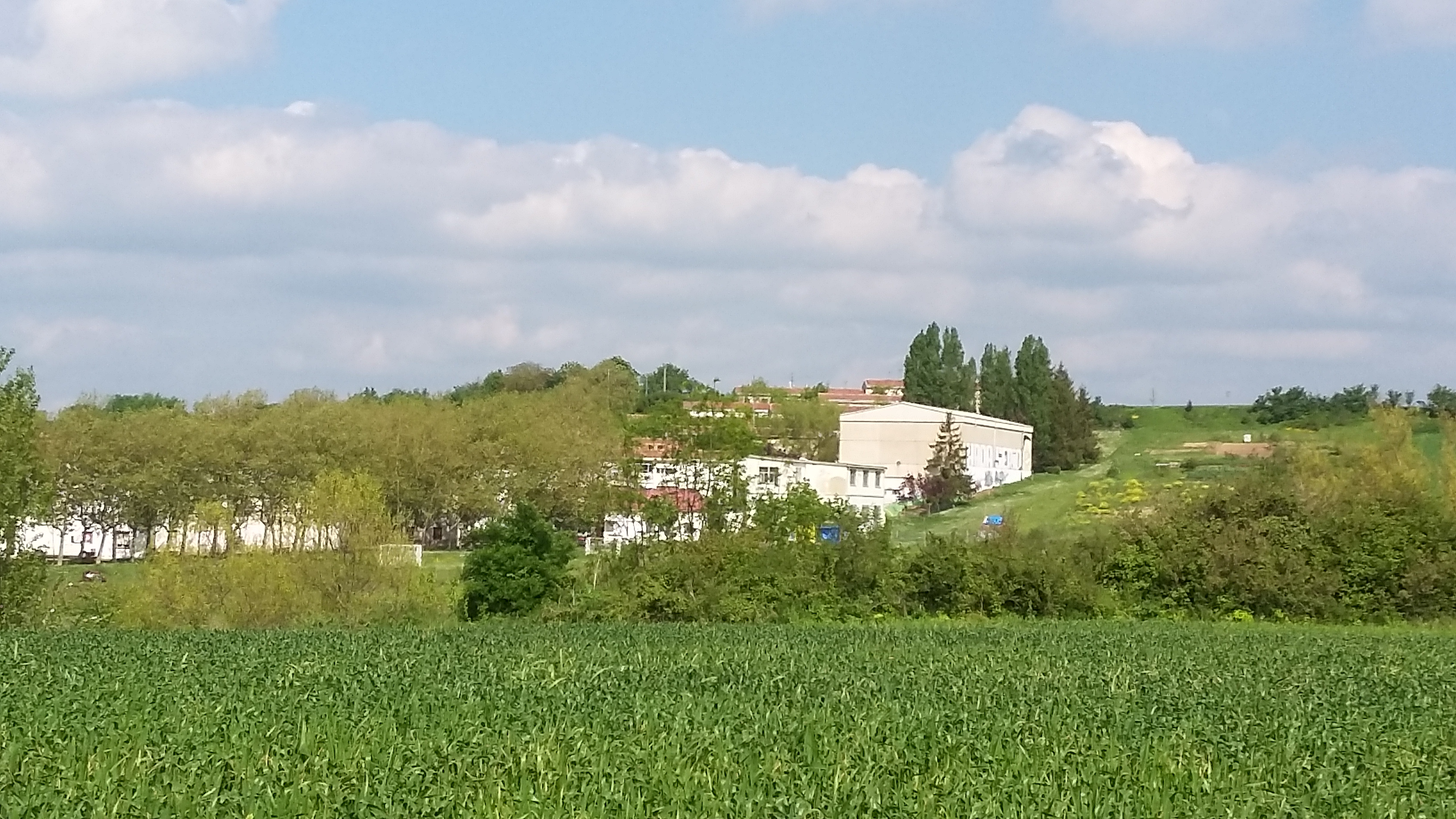
Vista general del barri des de l'horta

El 3 de setembre del 2013 una desena d'estudiants universitaris, amb l'acord dels escassos habitants que quedaven al barri, van ocupar el portal número 26. L'edifici estava tapiat i el barri condemnat a la demolició. Amb aquesta acció es va iniciar un projecte que mereixia portar el nom amb què el barri va ser batejat en la seva creació «Un món millor». El projecte, anomenat Errekaleor Bizirik va créixer arribant a superar el centenar de participants a finals de 2016 i es va convertir així en la major experiència d'autogestió realitzada en la història recent de l'Estat espanyol.
El barri compta amb diferents infraestructures i serveis organitzats des del projecte, fleca, horts, galliner, biblioteca, escola bressol, impremta, frontó, sala de projeccions i conferències, sala d'exposicions i botiga d'intercanvi, que es van ampliant depenent de les decisions que es prenen en les assemblees que es fan cada quinze dies.

### Autosuficiència energètica

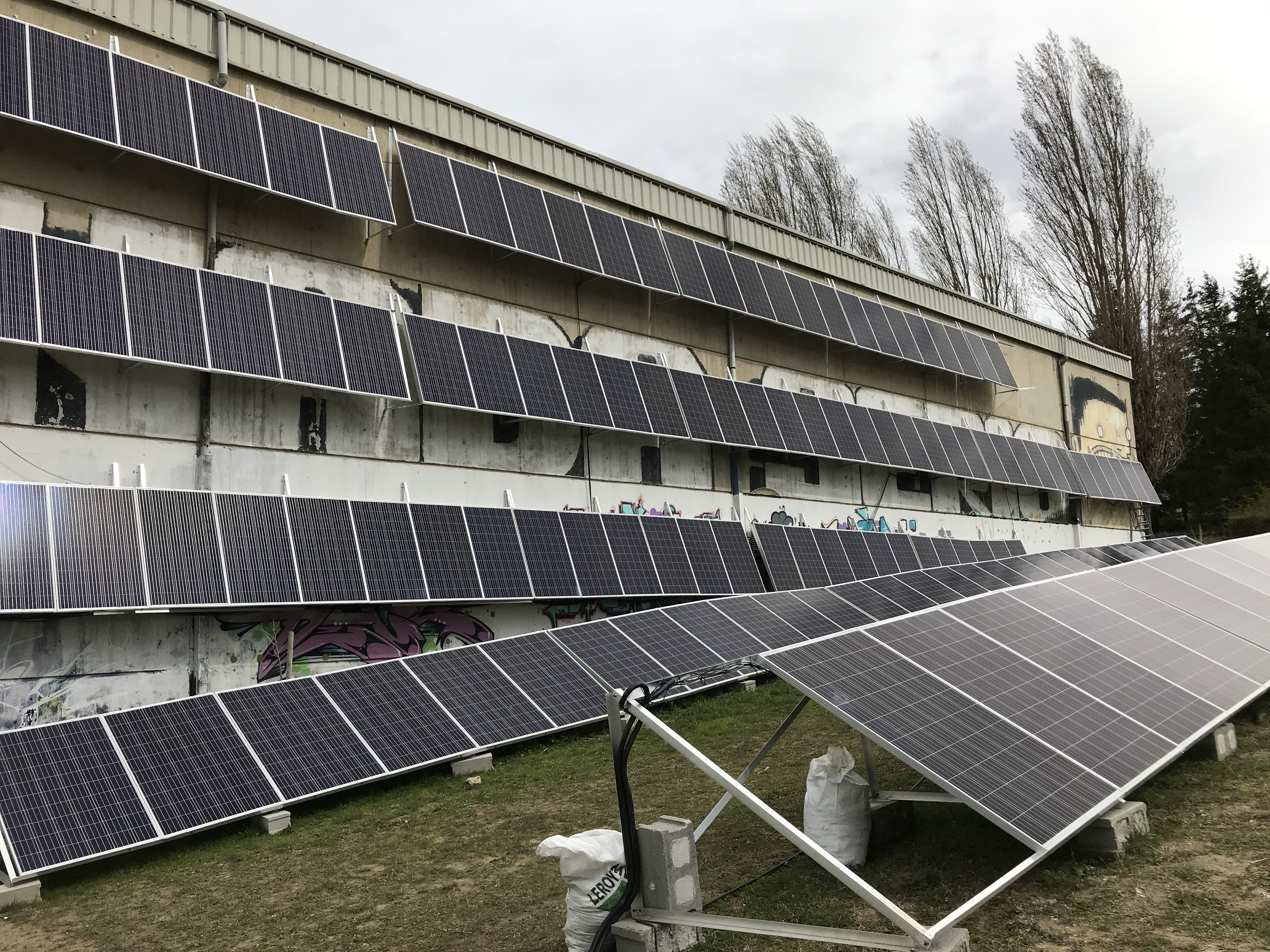
Instal·lació de panells solars a Errekaleor

Després del tall d'energia elèctrica realitzat el maig de 2017 per ordre del departament d'indústria del Govern Basc amb el suport de l'ajuntament de Vitòria, els responsables del projecte d'autogestió van apostar per l'autosuficiència energètica i per convertir el barri en una illa energètica alimentada per una instal·lació de plaques solars suficients per a cobrir les necessitats energètiques dels residents. D'aquesta manera, Errekaleor va obrir un front alternatiu en la producció i l'ús de l'energia. Per fer aquest nou projecte energètic, pressupostat en 100.000 €, es va iniciar el 3 de juny de 2017 una campanya de coopfunding de 40 dies de durada. La campanya va ser un èxit, aconseguint l'objectiu de 100.000 € en 35 dies amb una participació de més de 1.100 persones entre ciutadans particulars i organitzacions socials.

### Murals
Des del mateix inici del projecte les façanes de les cases del barri van ser emprades per a l'expressió artística, sempre amb un perfil reivindicatiu i alternatiu. Es van realitzar murals com els que recorden Lucio Urtubia, Salvador Puig Antich o Romualdo Barroso, tot i que el primer mural realitzat va ser el de benvinguda: dues mans obertes al costat d'un gran Ongi etorri («benvingut» en basc).
Després del tall energètic que les autoritats van efectuar el 2017 per a forçar l'abandonament del barri, es va iniciar un augment de l'street art que, juntament amb les pintures dels mateixos residents, aglutina firmes de muralistes reconeguts internacionalment com Blu o Escif.